# Heteroleucon bacescui
Heteroleucon bacescui är en kräftdjursart som beskrevs av Petrescu 1991. Heteroleucon bacescui ingår i släktet Heteroleucon och familjen Leuconidae. Inga underarter finns listade i Catalogue of Life.